# Opius magallanensis
Opius magallanensis är en stekelart som beskrevs av Fischer 1964. Opius magallanensis ingår i släktet Opius och familjen bracksteklar. Inga underarter finns listade i Catalogue of Life.